# 山手通り (桐生市)
山手通り（やまてどおり）は、群馬県桐生市末広町の桐生駅北口交差点から、同市天神町の天神町2丁目交差点に至る道路の通称である。
吾妻山の東南麓に沿って通じており、桐生駅北口交差点から西桐生駅前交差点までの区間は群馬県道351号西桐生停車場線となっている。桐生新町の創設以前は柄杓山城と下瀞堀を結ぶ主要道であった。
毎年11月19日・20日には桐生西宮神社の例祭である桐生ゑびす講が開催されるため、交通規制が行われる。

## 交差する道路
- 末広町通り（群馬県道3号前橋大間々桐生線）
- 永楽町通り
- 新川橋通り
- 村松通り
- 恵比寿通り（桐生西宮神社参道）
- 買場通り
- 久方通り（群馬県道・栃木県道66号桐生田沼線）
- 中通り

## 沿線
- 桐生駅
- ステーションホテル
- 花月旅館
- セブン-イレブン西桐生駅前店
- 西桐生駅
- 桐生市立西幼稚園
- 桐生大学附属中学校・桐生第一高等学校
- 美和神社
- 西宮神社
- 桐生市立北小学校
- 円満寺
- 寂光院
- 妙音寺
- 森産業
- 群馬県立桐生工業高等学校
- 青蓮寺